# Nedre Sävarån
Nedre Sävarån är ett naturreservat i Umeå kommun i Västerbottens län.
Området är naturskyddat sedan 2014 och är 815 hektar stort. Reservatet omfattar nedre loppet av Sävarån med delar av kringliggande lövskogar, våtmarker, barrskogar och havsfjärdar.